# Rene Krhin
Rene Krhin (Maribor, 21 mei 1990) is een Sloveens voetballer die doorgaans als verdedigende middenvelder speelt. Krhin debuteerde in 2009 in het Sloveens voetbalelftal.

## Clubcarrière
Krhin werd in 1999 opgenomen in de jeugd van NK Maribor, die hij in 2007 verruilde voor die van Internazionale. Hiervoor debuteerde hij in 2009 in het eerste elftal. Hij speelde dat seizoen vijf wedstrijden in de Serie A en had zo zijn aandeel in het winnen van het Italiaanse landskampioenschap dat jaar. Officieel won hij dat seizoen ook de Coppa Italia en de Champions League met de club, maar in beide toernooien kwam hij zelf geen minuut in actie.
Krhin stapte in juli 2014 over van Internazionale naar Bologna FC 1909, de nummer zeventien van de Serie A in het voorgaande seizoen. In zijn eerste twee seizoenen bij de club bleef ook hier een doorbraak uit. Vanaf het seizoen 2012/13 speelde hij vervolgens meer competitiewedstrijden wel dan niet, maar na de jaargang 2013/14 volgde degradatie naar de Serie B.
Krhin daalde niet met Bologna af, maar keerde in juli 2014 terug bij Internazionale. Opnieuw lukte het hem hier niet om zich in de basis te spelen. Wel debuteerde hij dat seizoen in de UEFA Europa League. Na drie competitiewedstrijden in een half jaar, verhuurde Internazionale Krhin in januari 2015 voor de rest van het seizoen aan Córdoba CF. Daarmee degradeerde hij een paar maanden later uit de Primera División.
Krhin verliet Internazionale in juli 2015 opnieuw en tekende een contract tot medio 2019 bij Granada CF. Dat verzekerde zich in het voorgaande seizoen met een zeventiende plaats van behoud in de Primera División. De Spaanse club betaalde circa €1.000.000,- voor hem aan Internazionale. In het seizoen 2017/18 werd hij verhuurd aan FC Nantes en die club nam hem vervolgens over. Medio 2020 liep zijn contract af. In februari 2021 verbond hij zich aan CD Castellón. In september 2021 ging Krhin naar het Australische Western United FC.

## Interlandcarrière
Krhin maakte op 5 september 2009 zijn debuut voor Slovenië in het oefenduel tegen Engeland (1-2) en maakte deel uit van de selectie voor het wereldkampioenschap voetbal 2010.

## Erelijst
Internazionale
- Serie A: 2010
- Coppa Italia: 2010
- UEFA Champions League: 2010

1 S. Handanovič ·
2 Brečko ·
3 Džinić ·
4 Šuler ·
5 Cesar ·
6 Ilić ·
7 Pečnik ·
8 Koren  ·
9 Ljubijankič ·
10 Birsa ·
11 Novakovič ·
12 J. Handanovič ·
13 Jokić ·
14 Dedič ·
15 Krhin ·
16 Šeliga ·
17 Kirm ·
18 Radosavljevič ·
19 Fileković ·
20 Komac ·
21 Stevanovič ·
22 Mavrič ·
23 Matavž ·
Coach: Kek